# Josef Zajíček
Josef Zajíček (* 5. října 1966) je bývalý český fotbalista.

## Fotbalová kariéra
V československé lize hrál za Baník Ostrava. Nastoupil ve 13 ligových utkáních a dal 2 góly.

## Ligová bilance
| Ročník                                   | Zápasy | Góly | Klub          |
| ---------------------------------------- | ------ | ---- | ------------- |
| 1. československá fotbalová liga 1986/87 | 1      | 1    | Baník Ostrava |
| 1. československá fotbalová liga 1987/88 | 7      | 0    | Baník Ostrava |
| 1. československá fotbalová liga 1988/89 | 5      | 1    | Baník Ostrava |
| CELKEM                                   | 13     | 1    |               |